# ウエスタンヒーロー
ウエスタンヒーローは、1999年に結成された日本のロックバンドである。インディーズにて活動していた。

## 概要・来歴
1999年に結成。メンバーが何度も変わり自主レーベルとして革命レコードを立ち上げ、2002年発売の1stシングル「革命」がオリコンインディーズチャート14位を記録。2003年にはパンク・ロックとスカの要素を融合させたミニアルバム『ヒマワリ』を発売。一万枚以上を売り上げ、オリコンインディーズチャート14位、フジテレビ系列のテレビ番組『ELVIS』によるチャートでは4位を記録。その後に行われた全国ツアーの敢行終了後、メンバー脱退→全く集まらず活動を突如停止する。
2004年9月、シングル「試験音源発射中」を発表して活動再開。また、埼玉県入間市に所在するカフェ&バー『世界初の文化祭カフェバー　〜青少年健全育成飲食広場〜秘密基地〜』の経営も開始させた。

## メンバー
マサ
ボーカル担当。血液型Ｂ型
やおき
サックス、コーラス担当。血液型A型
ダニゑル
ギター、コーラス、叫び担当。血液型AB型
ムッツリ増本
ベース、コーラス担当。血液型O型
もげら直子
ドラム、コーラス担当。血液型O型
ゆうこ
トランペット、コーラス担当。血液型B型
※ヒマワリ発売時のメンバーであるため脱退メンバー含む

## 作品

### シングル
- 特攻機7006号 （2001年2月）
- 革命 （2002年7月2日）
- テポドン/おっぱい （2003年5月）
- 試験音源発射中 （2004年9月1日）

### ミニアルバム
- ヒマワリ （2003年2月20日）